# Sint-Willibrorduskerk (Liessel)
De Sint Willibrorduskerk is een rooms-katholieke kerk in Liessel, een dorp in de gemeente Deurne.
De kerk werd in 1901 gebouwd ter vervanging van de oude kapel en was ontworpen door architect Caspar Franssen uit Roermond. Het is een gotische driebeukige kruiskerk met een hoge toren van 73 meter. De kerk is opgetrokken uit bakstenen. Het interieur wordt gedekt door kruisribgewelven met een hoogte van ongeveer 19,2 meter. De gebrandschilderde ramen in het priesterkoor en transept zijn gedetailleerd en ontworpen door Pieter Wiegersma. Het linkertransept bevat een raam met Sint-Willibrordus. De kerk heeft verder een hardstenen doopvont, hardhouten banken en een orgel uit 1898. De kerk is een rijksmonument.
In de kerk wordt een kelk gebruikt die afkomstig is uit het Blokhuis in Liessel.